# Segle V
El segle V és un període que inclou els anys compresos entre el 401 i el 500. L'esdeveniment més important del segle és la caiguda de l'Imperi Romà d'Occident, episodi que marca el pas de l'edat antiga a l'edat mitjana i que suposa un canvi de fronteres polítiques a tot l'hemisferi oriental, així com una forta crisi demogràfica, econòmica i cultural.

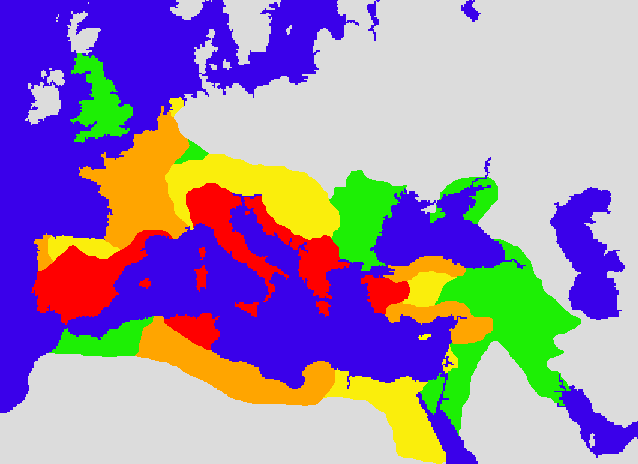
Mapa de l'Imperi Romà a l'any 133 AC (vermell), 44 AC (taronja), 14 DC (groc), i 117 D (verd).

## Política
La crisi de l'Imperi Romà que s'havia gestat al segle IV esclata amb tota la força durant aquest segle. Les amenaces exteriors es multipliquen mentre internament es produeixen conjures polítiques i crisi econòmica. Els visigots, forts a terres hispàniques amb el regne visigot de Toledo i un territori català més o menys autònom, assetgen i saquegen Roma el 410 conduïts per Alaric I. S'arriba a un pacte de no-agressió però aquesta situació de feblesa és aprofitada pels sueus i els alans, que envaïxen la Gàl·lia. Les legions romanes es concentren en mantenir el control d'aquesta regió, de gran importància estratègica, i abandonen gairebé completament les fortaleses britàniques. Aleshores els anglosaxons s'instal·len, ocupant el buit de poder a les illes, sense que algunes campanyes romanes esporàdiques puguin impedir-ho.
El 439 els vàndals conquereixen Cartago, clau perquè era el centre principal de cereals de l'Imperi. Els romans comencen una guerra de reconquesta, però no poden concentrar totes les seves forces a l'Àfrica, ja que els huns d'Àtila ataquen per l'est. La batalla dels Camps Catalàunics, on germànics i romans s'alien enfront aquest nou invasor i la mediació del Papa Lleó I el 452, aconsegueixen aturar-los temporalment, però a costa d'ensorrar les diverses fronteres imperials. El 476 Ròmul Augústul, l'últim emperador romà, és forçat a abdicar i Odoacre, un bàrbar, ocupa el seu lloc (posteriorment Teodoric el Gran). Clodoveu I unifica la Gàl·lia i funda la dinastia merovíngia.
A l'àmbit xinès regna també el caos, dins el període conegut com de les Dinasties Meridionals i Septentrionals, una època de guerres civils que va coincidir amb esplendor cultural i religiosa. Els heftalites envaeixen l'Índia i els àvars de Pannònia, Mongòlia.
Es comencen a habitar dues zones illenques: Madagascar i Hawaii. També per primer cop es tenen notícies de pobles amazònics, els Marajoara.

## Economia i societat
Les invasions bàrbares van suposar un canvi important en l'economia europea. D'una banda va produir-se el saqueig de nombroses viles i l'abandonament de camps i pastures però d'altra banda va afavorir la introducció de conreus orientals com el sègol, l'espelta i el llúpol, així com el perfeccionament de l'arada. Aquestes millores tècniques no eviten els períodes de fam que es van succeir durant el segle v a causa de les guerres arreu del territori romà. La interrupció de les importacions d'aliment per aquests conflictes (per exemple la caiguda de Cartago o la negativa dels grangers tracis a enviar tribut) es va sumar als camps incendiats o abandonats d'Hispània i Itàlia. Una epidèmia d'escarlatina causa una mortaldat afegida cap a mitjan segle.
S'intenta compensar aquest declivi amb l'augment d'impostos per adquirir nous productes, fet que causa revoltes i descontentament popular. L'exèrcit consumeix cada cop més recursos d'un imperi en fallida, on els generals i els governadors provincials aprofiten la situació de descontrol per enriquir-se.
El volcà d'Ilopango fa erupció i arrasa les ciutats maies de El Salvador. Pels mateixos anys es funda Chichén Itzá, una població maia que assoleix ben aviat una població estable i actua com a pol d'atracció religiós i econòmic.

## Invencions i descobriments
Es va produir la invenció de l'estrep a la Xina, que permet dominar millor el cavall. També a territori xinès va escriure l'astrònom Zu Chongzhi, el qual amb els seus càlculs va permetre una millor predicció del moviment dels astres. A l'Índia es va publicar un llibre similar, l'Aryabhatiya. Els seus càlculs eren molt menys precisos però destaca per usar plenament el sistema decimal per primer cop. Es va crear també l'alfabet armeni.

## Art, cultura i pensament
El cristianisme va ampliar la seva influència, amb la conversió de molts governants i l'augment dels monestirs. Les divisions internes, heretgies i relacions amb el paganisme politeista cada cop més perseguit, però, van sumar-se a la crisi social i política del període. Entre els missioners cal destacar Sant Patrici, responsable de la conversió massiva d'Irlanda, des d'aleshores un feu catòlic. Jeroni d'Estridó continua treballant sobre la Vulgata i diversos escrits teològics. Ciril d'Alexandria ataca la doctrina oriental i reforça el concepte de Trinitat, un dels més qüestionats durant el període, idea que també defensa Agustí d'Hipona, el filòsof més important del segle v. Aquest pensador recull el pensament platònic i el passa per un filtre religiós, desmarca els cristians de la crisi romana de la qual se'ls acusava i ataca ferotgement diverses heretgies i cultes pagans, com el maniqueisme (que ell mateix havia professat de jove) o les idees de Pelagi. També d'herència platònica, però aquest cop pagana, és l'altra gran figura de la filosofia de transició, Hipàcia, la qual va crear a Alexandria un important cercle de pensament crític.
Bodhidharma va introduir el kung fu a la Xina dins una interpretació del budisme zen. La fusió de moviments corporals amb meditació per assolir l'estat d'alliberament va ser des d'aleshores una constant en diverses escoles budistes.
Es va dur a terme la construcció del Baptisteri Neonià, Patrimoni de la Humanitat. A les esglésies romanes es van introduir per primer cop els vitralls. El Mausoleu de Gal·la Placídia és un exemple del nou art del mosaic que es conrearia àmpliament a Bizanci en segles posteriors.